# Дискусії щодо доцільності ядерного бомбардування Хіросіми і Наґасакі

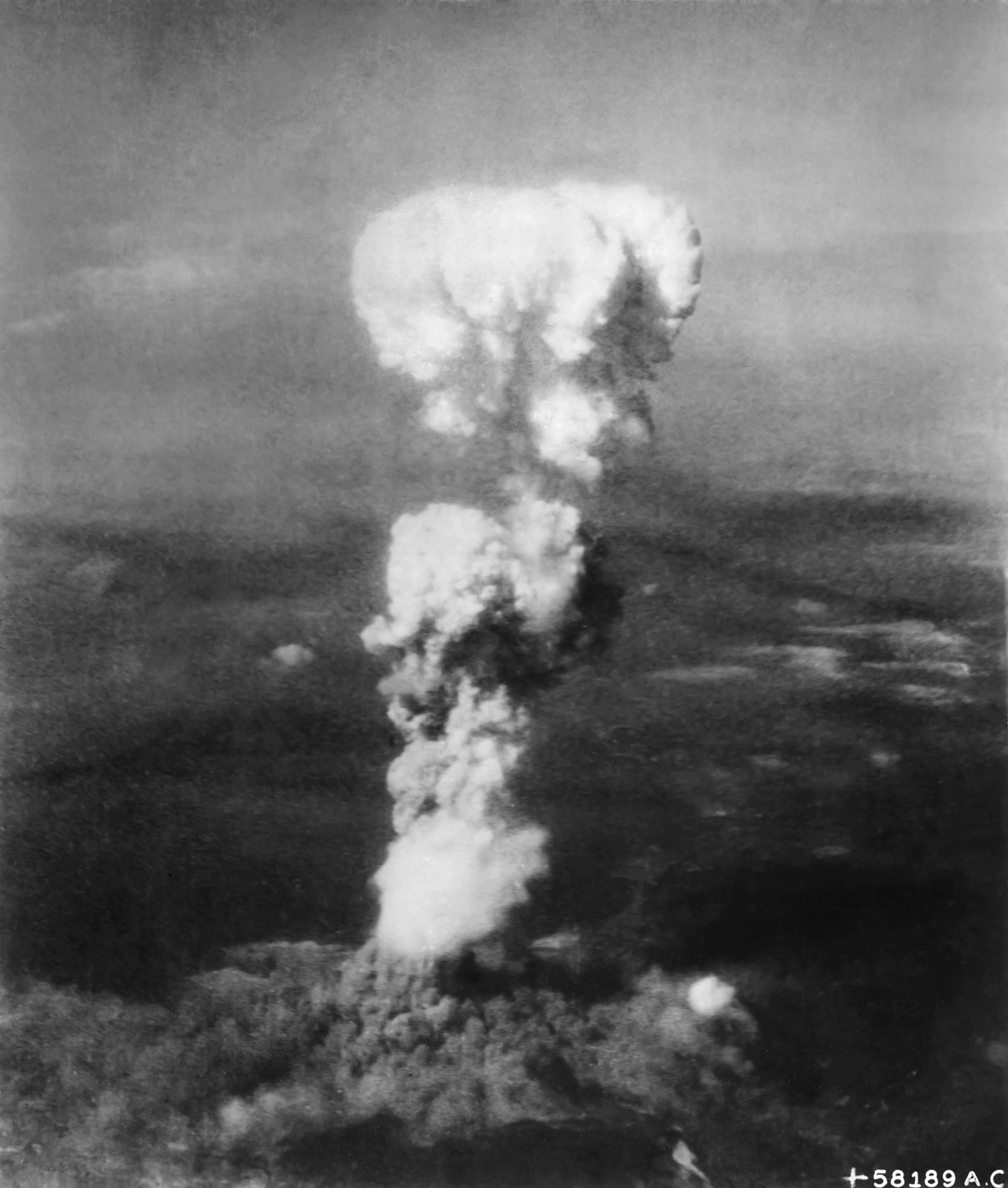
Грибоподібна хмара над Хіросімою після скидання бомби.

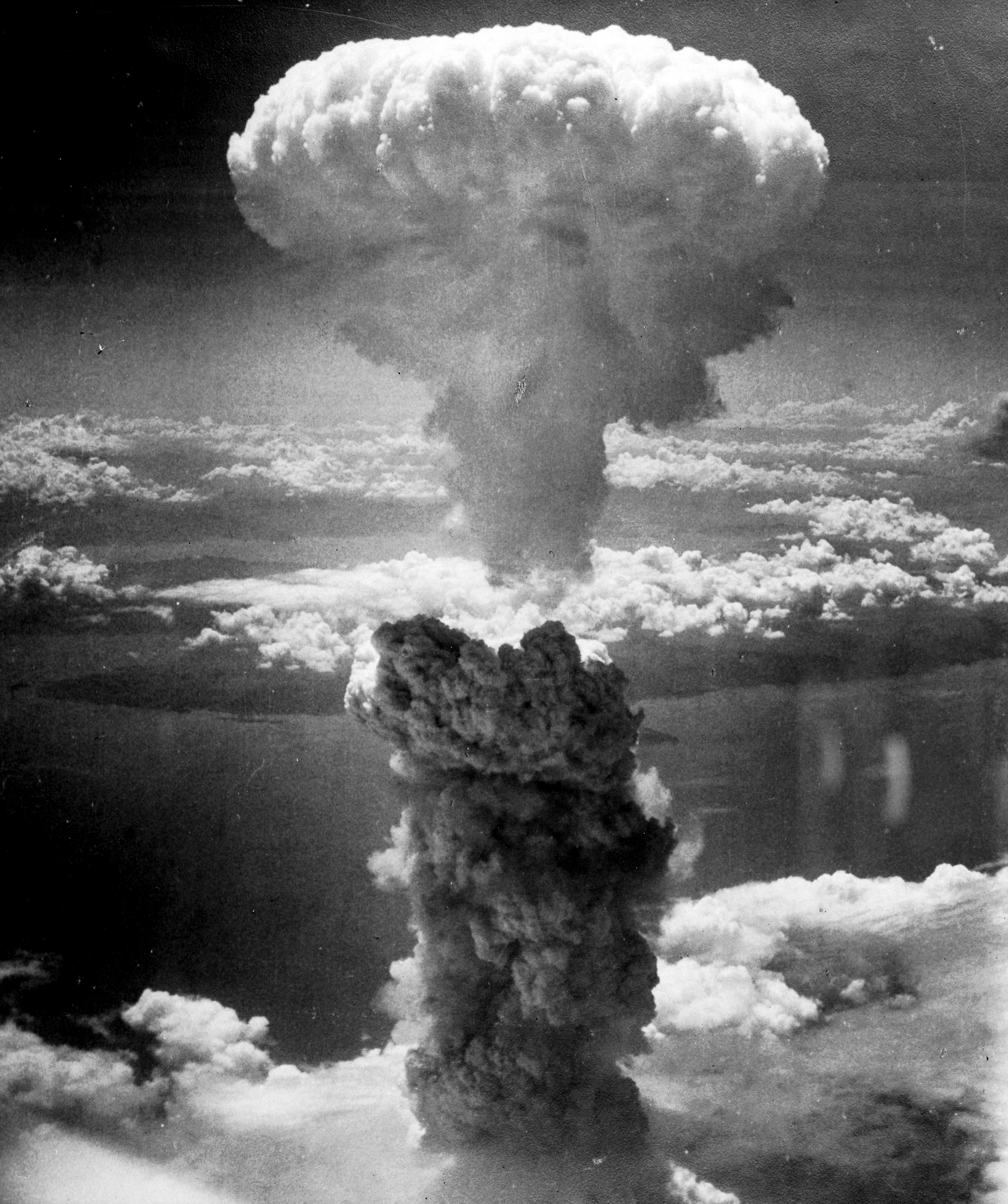
Грибоподібна хмара над Нагасакі після скидання бомби.

Дискусії щодо ядерного бомбардування Хіросіми і Нагасакі стосуються правових, етичних та військових аспектів, що торкаються ядерного бомбардування Хіросіми і Нагасакі (6 та 9 серпня 1945 р. відповідно), оголошення війни Радянським Союзом (8 серпня 1945 р.) та вторгнення СРСР до Маньчжурії (9 серпня 1945 р.), а також капітуляцію Японії (15 серпня 1945 р.)
26 липня 1945 р. президент США Трумен, прем'єр-міністр Великої Британії Черчилль та голова Національного уряду Китайської республіки Чан Кайші випустили Потсдамську декларацію, що відзначали в загальних рисах умови капітуляції Японської імперії, узгоджені на Потсдамській конференції. Цей ультиматум заявляв, що, якщо Японія не здасться, вона зазнає «швидкого і повного розгрому». Деякі з дискутуючих зосередилися на процесі прийняття рішення президентом Труменом, а деякі інші — чи було це бомбардування безпосередньою причиною капітуляції Японії.

## Аргументи в підтримку бомбардування

### Запобігти численним військовим втратам США та Японії
Ті, хто висловлюються на користь рішення кинути атомні бомби на ворожі цілі, вважають, що масові втрати з обох сторін відбулися б в результаті операції «Даунфол» — запланованого вторгнення в Японію. Основна частина сил вторгнення в Японію мала складатися з американців, хоча Британська Співдружність планувала надати три дивізії військ (по одному з Англії, Канади та Австралії).
США очікували великих втрат серед бійців у «Даунфол», хоча число прогнозованих загиблих і поранених теж є предметом дискусій. Президент США Гаррі С. Трумен заявив в 1953 році, що жертви США могли б скласти від 250 тисяч до одного мільйона бійців.
Окрім цього, в результаті цих дій очікувалась велика кількість бойових і небойових втрат серед японців. Сучасні оцінки кількості загиблих японців від вторгнення на головні острови коливаються від декількох сотень тисяч до десяти мільйонів. Штаб генерала Дугласа Макартура надав оцінюваний діапазон американських смертей в залежності від тривалості вторгнення, а також оцінив співвідношення смертельних випадків японців до американців як 22:1. Виходячи з цього, щонайменше двісті тисяч загиблих японців можна було б очікувати протягом короткого вторгнення в два тижні, і майже три мільйони, якщо б бойові дії тривали чотири місяці .
Великі втрати життів під час битви за Іодзіму та інші тихоокеанські острови дали лідерам США чітке уявлення про жертви, які тягнуть за собою материкове вторгнення. З 22060 японських військових, що відстоювали Іодзіму, 21844 померли або від бойових дій, або внаслідок ритуального самогубства. Тільки 216 японських військовополонених опинилися в руках американців під час бою.

### Прискорення закінчення війни запобігло росту жертв в інших країнах Азії
Прихильники тактики бомбардування стверджують, що очікування капітуляції японців також коштувало б життів. Тільки по Китаю, в залежності від того, яку цифру вибрати щодо загальних китайських жертв, в кожен з 97 місяців в період з липня 1937 по серпень 1945 року, десь між 100000 і 200000 чоловік гинули, переважна більшість з них - цивільні. В інших азіатських державах, в середньому  ймовірно, цифра сягала десятків тисяч в місяць, але фактичні цифри були більші в 1945 році, зокрема через масову загибель у голоді у В'єтнамі. Історик Роберт П. Ньюмен прийшов до висновку, що кожен місяць продовження війни в 1945 році призвів би до загибелі «понад 250000 осіб, в основному жителів Азії і деяких представників із Заходу».

### Частина тотальної війни
Прихильники бомбардування звертають увагу на оприлюднений японським урядом Закон про Національну мобілізацію і ведення тотальної війни, наказавши величезній кількості цивільних осіб (в тому числі жінкам, дітям і людям похилого віку) працювати на заводах і інших об'єктах інфраструктури, пов'язаних з військовими діями, і боротися проти будь-якого вторгнення. На відміну від Сполучених Штатів і нацистської Німеччини, більше 90 % японського військового виробництва було зосереджено в безіменних майстернях і кустарній промисловості, які широко були розкидані по житлових районах в містах, які було дуже важко знайти і атакувати. Крім того, скидання бризантних вибухових речовин з високою точністю бомбардування були нездатні проникнути в японську дисперсну промисловість, що робило абсолютно неможливим знищення її осередків, не завдаючи значної шкоди сусіднім районам.
Було зроблено наголос на стратегічному значенні цільових міст. Хіросіма була штаб-квартирою Другого командування і П'ятої дивізії, що командували обороною південної Японії, з 40000-ми бійців, дислокованих в місті. Місто також було комунікаційним центром, зоною збірки для військових, пунктом зберігання, там були великі промислові заводи і майстерні. Його ППО складалася з п'яти батарей зеніток калібром 7 см і 8 см (2,8 і 3,1 дюйма). Наґасакі мало велике значення під час війни через свою широкомасштабну виробничу діяльність, в тому числі з виробництва боєприпасів, військових кораблів, військової техніки та іншого військового матеріалу. ППО міста складалася з чотирьох батарей калібром 7 см (2,8 дюйма) зенітних гармат і двох батарей прожектора. За оцінками, 110000 чоловік загинули в результаті атомних бомбардувань, в тому числі 20000 японських бійців і 20000 корейських рабів-працівників в Хіросімі і 23145-28113 японських робітників заводу, а також 150 японських бійців і 2000 корейських рабів-працівників у Наґасакі.

### Лідери Японії відмовлялись капітулювати
Деякі історики вбачають стародавні традиції японського воїна як основний фактор опору в японській армії проти ідеї про капітуляцію. Відповідно до одного із записів військово-повітряних сил:
«Японський кодекс бусідо — „шлях воїна“ — глибоко вкоренився. Концепція Yamato-damashii оснащувала кожного солдата суворим кодом: ніколи не бути захопленим, ніколи не дозволяти себе зламати, і ніколи не здаватися. Капітуляція вважалась безчестям. Кожен солдат був навчений битися до смерті і померти аби не бути жертвою безчестя. Переможені японські лідери воліли взяти своє власне життя в болючому ритуалі самураїв сеппуку (на Заході називається — харакірі). Воїни, які здалися в полон, не визнавались гідними уваги або поваги».
Японський мілітаризм посилювався Великою депресією і призводив до незліченних вбивств реформаторів, які намагалась оцінити військові сили, серед них Такахасі Корекійо, Сайто Макото і Інукай Цуйосі. Це створило умови, в якій опозиція війні була набагато більш ризикованою справою.
За словами історика Річарда Б. Франка:
«Перехоплені повідомлення Японської імператорської армії і флоту всі без винятку свідчать, що збройні сили Японії були сповнені рішучості вести останній Армагеддон-бій на батьківщині проти вторгнення армії Союзників. Японці називають цю стратегію Ketsu Go (Вирішальна операція). Вона була заснована на припущенні, що американський бойовий дух був крихким, і міг бути розбитим важкими втратами на початку вторгнення. Американські політики тоді мали би більш охоче розмовляти про закінчення війни на значно щедріших умовах, ніж беззастережна капітуляція».
Історія Мангеттенського проєкту Міністерства енергетики США викликала довіру до цих заяв, стверджуючи, що військові лідери в Японії:
«також висловили надію, що якщо вони зможуть протриматися до початку наземного вторгнення до Японії, Союзники понесуть так багато втрат, що Японія все ж може виграти якесь врегулювання шляхом переговорів».

## Аргументи проти бомбардування

### Не було військової потреби
Помічник держсекретаря військово-морських сил Ральф Остін Бард був переконаний, що стандартного бомбардування і морської блокади було б досить, щоб змусити Японію здатися. Більш того, він бачив ознаки, що японці насправді вже шукають шляхи виходу з війни. Його ідея була в тому, що Сполучені Штати мають повідомити японців про бомбу, про наближення радянського вступу у війну, і гарантувати добре поводження щодо громадян і імператора на майбутній конференції Великої трійки.
У 1946 р. дослідження стратегічного бомбардування США в Японії прийшли до висновку, що в атомних бомбах не було необхідності, щоб виграти війну. Після розгляду численних документів, а також інтерв'ю сотні японських цивільних і військових керівників після капітуляції Японії, вони повідомили:
[...]
На основі детального дослідження всіх фактів, і з допомогою показань виживших японських лідерів, що брали участь у війні, дослідження дійшло висновку про те, що, безумовно, до 31 грудня 1945 року, і цілком ймовірно, до 1 листопада 1945 року, Японія здалася б навіть якщо б атомні бомби не були скинуті, навіть якби Радянський Союз не вступив у війну, і навіть якщо б ніякого вторгнення не було заплановано або обмірковувано.
Уорд Вілсон писав, що «після того, як Нагасакі було підірвано, лише чотири великих міста залишилися, які могли б легко бути ціллю атомної зброї», і що Верховна Рада Японії не вважала за потрібне провести скликання після атомних бомбардувань, тому що вони були не набагато більш руйнівними, ніж попередні бомбардування. Він писав, що натомість, оголошення війни Радянським Союзом і вторгнення в Маньчжурію і острів Сахалін позбавили Японію останніх дипломатичних і військових шансів для проведення переговорів умовної капітуляції, і це те, що спонукало б Японію до капітуляції. Він писав, що приписування «чудо-зброї» капітуляції Японії, замість радянського вторгнення, врятувало обличчя Японії і сприяло становленню США на світовій арені.

### Бомбардування як воєнний злочин
Ряд відомих осіб і організацій критикували бомбардування, багато хто з них характеризував їх як - військові злочини, злочини проти людяності і/ або державний тероризм. Ранні критики бомбардування були Альберт Ейнштейн, Юджин Вігнер та Лео Сілард, які разом стимулювали перше дослідження бомби в 1939 році спільно написаним листом до президента Рузвельта. Сілард, що надалі відігравав важливу роль в Мангеттенському проєкті, стверджував:
«Дозвольте мені сказати лише про моральний аспект: припустимо, Німеччина розробила дві бомби, перш ніж ми мали якісь бомби. І припустимо -  Німеччина скинула одну бомбу, скажімо, на Рочестер, а іншу на Буффало, а потім, використавши всі бомби, вона б програла війну. Чи має  хтось сумніви, що ми тоді визначили б скидання атомних бомб на міста як військовий злочин, і що ми б засудили німців, винних в цьому злочині, до смерті в Нюрнберзі і повісили б їх?».  

### Державний тероризм
Деякі вчені та історики характеризують атомні бомбардування Японії як одну з форм «державного тероризму». Ця інтерпретація заснована на визначенні тероризму як «націлювання на невинних людей для досягнення політичної мети». За словами Френсіса В. Харбора, засідання Цільового комітету в Лос-Аламосі 10 і 11 травня 1945 р. запропонувало орієнтацію на великі населені пункти Кіото або Хіросіма для «психологічного ефекту» і зробити «початкове використання досить видовищним для того, щоб важливість зброї була визнана на міжнародному рівні».Таким чином, професор Харбор заявляє, що метою було створити терор в політичних цілях, як в Японії, так і за її межами.Проте, Берлі Тейлор Уілкінс вважає, що це розширює визначення «тероризму», бо потребує включення актів воєнного часу.

### Фундаментально аморально
Газета Ватикану L'Osservatore Romano висловила жаль у серпні 1945 року у зв'язку з тим, що винахідники бомби не знищили зброю на благо людства. Настоятель собору Сент-Олбанс Катберт Тікнесі заборонив проводити подячний молебень з приводу закінчення війни у монастирі Сент-Олбанс, назвавши застосування атомної зброї «актом тотального, безладного масового вбивства». У 1946 р. доповідь Федеральної ради церков під назвою «Атомна війна і християнська віра», включає наступний уривок:
«Як американські християни, ми глибоко каємось в тому, що відбулося безвідповідальне використання атомної бомби. Ми дійшли згоди, що, якими б не були судження про війну в принципі, несподівані бомбардування Хіросіми і Нагасакі не мають морального виправдання». 
У 2020 році Папа Франциск під час свого візиту до Хіросіми заявив наступне:
Використання атомної енергії для воєнних цілей є аморальним, так само як і володіння ядерною зброєю.
Ніколи ще не було настільки очевидно, що для того, щоб мир процвітав, усі люди мають відмовитися від зброї війни, особливо від найпотужнішої та найруйнівнішої зброї: ядерних озброєнь, які можуть знищити цілі міста й країни.
Терумі Танака з організації постраждалих від атомного бомбардування Nihon Hidankyo висловився так:
Такі нелюдські, аморальні дії не повинні бути дозволені. Використання ядерної зброї в ім'я "національної безпеки" є неприйнятним. Жодна держава не буде в безпеці, якщо ядерна зброя буде застосована, навіть для захисту її існування. Ядерне стримування, яке допускає існування ядерної зброї, передбачаючи можливість її використання, цілком суперечить людяності. Досвід Хібакуша має стати відправною точкою для обговорення гуманітарних наслідків ядерної зброї.
Ми б хотіли вибачень перед людьми, які втратили свої життя, тими, хто втратив близьких, батьків, які втратили своїх дітей.
Nihon Hidankyo було нагороджено Нобелівська премія миру 2024 року, а Терумі Танака був представником на церемонії вручення Нобелівської премії.

### Бомбардування Наґасакі було непотрібним
Скидання другої бомби на Наґасакі відбулося лише через три дні після Хіросіми, коли розорення в Хіросімі було ще не повністю осмислене японцями. Відсутність достатнього часу між вибухами спонукала деяких істориків стверджувати, що друге бомбардування «безумовно, не мало необхідності», «безпричинне у кращому випадку, а в гіршому — геноцид»,, і не за правилами ведення війни. У відповідь на твердження, що атомні бомбардування Нагасакі не мали необхідності, Меддокс писав:
«Деякі історики стверджують, що в той час як перша бомба, можливо, була необхідною для досягнення капітуляції Японії, скидання другої являє собою марне варварство. Проте, документи свідчать про інше. Американські посадові особи вважають, що більш ніж одна бомба була необхідною, оскільки вони припускали, що японські яструби б звели до мінімуму перший вибух або намагалися б пояснити це як свого роду природну катастрофу, і що вони саме те і зробили. Протягом трьох днів між вибухами, міністр війни Японії, наприклад, відмовився навіть визнати, що бомба Хіросіми була атомною. Через кілька годин після Нагасакі, він повідомив уряду, що "американці, ймовірно, мають сто атомних бомб ... вони могли б кидати по три на день. Наступна мета цілком може бути Токіо"». 
Джером Хаген вказує на те, що переглянутий брифінг військового міністра Анамі частково базувався на допиті полоненого американського пілота Маркуса Макділди. Під тортурами Макділда повідомив, що в американців є 100 атомних бомб, і що Токіо і Кіото будуть наступним цілями атомного бомбардування. Обидва ствердження були брехнею; Макділда не був залучений або посвячений в деталі Мангеттенського проєкту і просто сказав японцям те, що на його думку їм хотілось почути.
За один день до бомбардування Нагасакі, імператор повідомив міністра закордонних справ Тоґо Сіґенорі про своє бажання «гарантувати швидке закінчення воєнних дій». Тоґо писав у своїх мемуарах, що імператор попереджав [його], що - «оскільки ми вже не могли продовжувати боротьбу, тепер, коли зброя такої руйнівної сили була використана проти нас, ми не повинні втратити можливість [закінчити війну], намагаючись здобути більш сприятливі умови». Потім імператор попросив Того передати його побажання прем'єр-міністрові.

### Дегуманізація
Історик Джеймс Дж. Вейнгартнер бачить зв'язок між розчленуваннями японських мертвих воїнів американцями і бомбардуваннями. Згідно Вейнгартнеру обидва випадки були частково результатом дегуманізації противника. «Широко поширений образ японця як суб-людини передбачає емоційний контекст, що надає інакші обґрунтування для прийняття рішень, які призвели до загибелі сотень тисяч». На другий день після бомби Нагасакі, президент Трумен заявив: «… єдина мова, яку вони, здається, розуміють — це та, яку ми використовували, щоб бомбардувати їх. Коли вам доводиться мати справу зі звіром, ви повинні ставитися до нього, як до звіра. Це дуже прикро, але тим не менш правда».

### Залякування совєтів
У 2003 році Нельсон Мандела, який виступав проти апартеїду в Південній Африці, сказав наступне про бомбардування Хіросіми та Нагасакі.
57 років тому, коли Японія відступала на всіх фронтах, вони (США) вирішили скинути атомну бомбу на Хіросіму та Нагасакі. Вбили багато невинних людей, які досі страждають від наслідків цих бомб. Ці бомби не були спрямовані проти японців. Вони були спрямовані проти Радянського Союзу. Щоб сказати, дивіться, це наша сила. Якщо ви наважитеся протистояти тому, що ми робимо, ось що з вами трапиться. Тому що вони були настільки зарозумілі, що вирішили вбивати невинних людей у Японії, які досі страждають від цього.
Це заява була зроблена, коли обговорювалася Війна в Іраку.

### Atomic Bomb Casualty Commission - ABCC
Атомна комісія по розслідуванню наслідків атомних бомб (Atomic Bomb Casualty Commission, ABCC) була комісією, заснованою у 1946 році відповідно до президентської вказівки Гаррі С. Трумена. Єдиною метою комісії було дослідження виживших після атомних бомб, оскільки вони вірили, що більше не отримають такої можливості, поки не відбудеться наступна світова війна.
Тому ця комісія досліджувала здоров'я Хібакуся, але не лікувала їх. Американські лідери вважали лікування Хібакуся визнанням відповідальності за їхні травми. В результаті Хібакуся відчували себе випробуваними кроликами для комісії ABCC.
Комісія ABCC також зосередилася на районі Нісіяма  у Нагасакі. Між гіпоцентром і Нісіямою знаходилися гори, що не дозволяли випромінюванню та теплу від вибуху безпосередньо досягти Нісіями, і шкоди також не було. Однак завдяки випадінню попелу та дощу виявилося, що там є значна кількість випромінювання. Тому після війни проводилися медичні дослідження без інформування населення про їхні цілі. Спочатку дослідження в Нісіямі проводило американське військо, але згодом їх передали комісії ABCC.
Через кілька місяців після атомних бомбардувань у жителів Нісіяма спостерігалося значне збільшення кількості білих кров'яних клітин. У тварин лейкемія може виникнути після опромінення всього тіла, тому вони хотіли дослідити, що відбувається у людей. У людей також було зафіксовано остеосаркому після прийому радіоактивного матеріалу через рот. Згідно з доповіддю, написаною комісією ABCC, жителі району Нісіяма, які не були безпосередньо постраждалими від атомних бомбардувань, були ідеальною популяцією для спостереження за наслідками залишкового випромінювання.
США продовжували дослідження залишкового випромінювання після того, як Японія стала незалежною, але результати ніколи не були передані жителям Нісіями. У результаті після Другої світової війни жителі продовжували займатися сільським господарством, кількість хворих на лейкемію зросла, і померло більше людей.
Після атомних бомбардувань японські науковці хотіли провести дослідження, щоб допомогти хібакашам одужати, але SCAP не дозволив японцям проводити дослідження щодо шкоди від атомної бомби. Особливо суворі правила до 1946 року призвели до збільшення смертності від випромінювання.
Якщо Хібакуся відмовлялися проходити регулярні медичні обстеження, ABCC погрожувала відправити їх на військовий трибунал за звинуваченням у воєнних злочинах. Крім того, якщо Хібакуся помирали, ABCC особисто відвідувала їхні домівки та забирала їхні тіла для проведення автопсії. Комісія ABCC також намагалася забрати тіла мертвонароджених близнюків для дослідження. Вважається, що щонайменше 1 500 органів були відправлені до Інституту патології збройних сил у Вашингтоні.

## Міжнародне право
У часи атомних бомбардувань, не було ніякого міжнародного договору або інструменту захисту мирного населення, зокрема від нападу літаків. Багато критиків атомних бомбардувань вказують на Гаазькі конвенції та декларації (1899 і 1907) як встановлення дієвих правил щодо мирного населення. Гаазькі конвенції не передбачали будь-яких конкретних положень повітряної війни, але вони забороняли націлювання на незахищене мирне населення з боку морської, польової або облогової артилерії, всі з них були класифіковані як «бомбардування». Проте, конвенції дозволяли націлювання на військові установи в містах, в тому числі військові склади, промислові підприємства і майстерні, які можуть бути використані для війни. Цього набору правил не дотримувались під час Першої світової війни, коли бомби скидали без розбору на міста з дирижаблів і бомбардувальників з декількома двигунами. Після цього був проведений ще ряд зустрічей в Гаазі в 1922—1923 рр., але не було досягнуто ніякої зобов'язуючої угоди щодо повітряної війни. Протягом 1930-х і 1940-х років повітряне бомбардування міст було відновлено, зокрема німецьким Легіоном Кондор проти міст Герніка і Дуранго в Іспанії в 1937 році під час громадянської війни в Іспанії. Це призвело до ескалації і відповідного скидання бомб на різні міста, в тому числі Чунцін, Варшаву, Роттердам, Лондон, Ковентрі, Гамбург, Дрезден і Токіо. Всі основні воюючі сторони під час Другої світової війни скидали бомби на мирних жителів в містах.
Сучасні дебати з приводу можливості застосування Гаазьких конвенцій до атомного бомбардування Хіросіми і Нагасакі обертаються навколо питань, чи можна вважати, що конвенції покривають методи ведення війни, які були на той час невідомими; чи правила артилерійського обстрілу можуть бути застосовані до правил повітряного бомбардування. А також, дебати упираються в питання щодо того, в якій мірі воюючі країни дотримувалися Гаазьких конвенцій.
Якщо Гаазьким конвенціям можна слідувати в даному випадку, критичним стає питання, чи підпадають бомбардовані міста під визначення «незахищені». Деякі спостерігачі вважають Хіросіму і Нагасакі незахищеними, дехто каже, що обидва міста були законними військовими цілями, а інші кажуть, що Хіросіма може вважатися законною військовою ціллю, в той час як Нагасакі було порівняно незахищеним. Стверджується, що Хіросіма не була законною мішенню, так як великі промислові підприємства були саме за межами цільової області. З іншого боку стверджується, що вона була законною мішенню, так як у Хіросімі була розташована штаб-квартира регіонального Другого командування і П'ятої дивізії з 40000 бійців, дислокованих в місті. Обидва міста були захищені зенітними установками, що є аргументом проти визначення «незахищені».
Гаазькі конвенції забороняли отруйну зброю. Радіоактивність атомних вибухів була описана як отруйна, особливо у вигляді радіоактивних опадів, які вбивають повільніше. Однак ця точка зору була відхилена Міжнародним Судом у 1996 році, в якому говориться, що основною і винятковою метою використання ядерного зброї (з повітряним вибухом) не є отруїти або задушити, і, таким чином, не заборонено Женевським протоколом.
Гаазькі конвенції також забороняли застосовувати «зброю, снаряди або речовини, здатні завдати невиправданих страждань». Японський уряд послався на цю заборону 10 серпня 1945 року після подачі листа протесту в США, засуджуючи застосування атомних бомб. Проте, заборона відноситься тільки до такої зброї, як списи з колючою головою, кулі неправильної форми, снаряди, заповнені склом, використання будь-яких речовин на кулях, які спрямовані невиправдано викликати запалення у пораненого ними, поряд з рифленими кінчиками куль або створення м'яких куль шляхом зняття твердого покриття наконечників на кулях з суцільною металевою оболонкою.
Це, однак, не поширюється на використання вибухових речовин, що містяться в артилерійських снарядах, мінах, торпедах, повітряних або ручних гранатах. У 1962 і 1963 роках японський уряд відкликав свою попередню заяву, сказавши, що не було ніякого міжнародного закону, що забороняв би використання атомних бомб.
В Гаазький конвенції говориться, що релігійні будівлі, художні та наукові центри, благодійні установи, лікарні та історичні пам'ятники повинні були бути врятовані, наскільки це можливо, від бомбардування, якщо вони не використовуються у військових цілях. Критики атомних бомбардувань вказують на багато з цих видів структур, які були зруйновані в Хіросімі і Нагасакі. Проте, Гаазькі конвенції також стверджують, що для виправдання знищення майна противника, це повинно «імперативно вимагатись військовою необхідністю».:94 Через неточності важких бомбардувальників під час Другої Світової війни, було нездійсненним обирати метою військові активи в містах без шкоди для мирних.:94-99
Навіть після того, як атомні бомби були скинуті на Японію, жоден міжнародний договір про заборону або засудження ядерної війни не був ратифікований. Найбільш близьким прикладом є резолюція Генеральної Асамблеї ООН, в якій говориться, що ядерні воєнні дії не відповідають Статуту ООН, прийнятому в 1953 році з голосуванням 25 — за, 20 — проти і 26 — утрималися.

## Вплив на капітуляцію Японії
Висловлюються різні думки щодо питання про те, яку роль бомбардування зіграли в капітуляції Японії. Деякі розцінюють бомбардування як вирішальний фактор, інші — як другорядний, а зовсім інші вважають, що їх роль неможливо встановити
Домінуюча позиція в Сполучених Штатах з 1945 по 1960-і роки була в тому, що бомбардування відіграли вирішальну роль у припиненні війни; експерти назвали це «традиціоналістською» точкою зору, або принизливо «патріотичною ортодоксальністю». Деякі, з іншого боку, побачили радянське вторгнення в Маньчжурію як первинний або вирішальний фактор.
У США Роберт Е. Пейп і Цуйоші Хасегава (Tsuyoshi Hasegawa), зокрема, висунули цю точку зору, яку деякі знайшли переконливою, але інші критикують.
Роберт Пейп також стверджує, що:
«Військова вразливість, а не громадянська вразливість є причиною рішення Японії про капітуляцію. Військове становище Японії була настільки поганим, що її лідери, ймовірно, здалися б до вторгнення, і приблизно в той же час в серпні 1945 року, навіть якщо б Сполучені Штати не використали стратегічне бомбардування або атомну бомбу. Вирішальним фактором була не турбота про витрати і ризики для населення, або навіть загальна військова слабкість Японії візаві Сполученим Штатам, а скоріше визнання японських лідерів, що їхня стратегія для утримання найважливіших територій, що є предметом конфлікту - домашніх островів - не була успішною». 
В японській писемності про капітуляцію, в багатьох літературних пам'ятках вважають вступ СРСР у війну основною причиною, або надають йому однакового значення з атомними бомбардуваннями, в той час як в інших, таких як роботи Садао Асада, віддають першочергове значення атомним бомбардуванням, зокрема, їх вплив на імператора. Першість радянського вступу як підстави для капітуляції є довготривалою точкою зору серед деяких японських істориків, що з'явилася в деяких японських підручниках середньої школи. Слід зазначити, однак, що радянський військово-морський флот вважався таким, якому постійно не вистачало військово-морського потенціалу для вторгнення до домашніх островів Японії, незважаючи на те, що він отримав численні кораблі під кредит з США.
Суперечки про роль СРСР у капітуляції Японії мають зв'язок з дискусіями щодо ролі СРСР у прийнятті рішення Америкою скидати бомби: в обох випадках підкреслюється важливість Радянського Союзу. Перший передбачає, що Японія здалась США зі страху Радянського Союзу, а останній підкреслює, що США скинули бомби, щоб залякати Радянський Союз. Радянська література про закінчення війни підкреслювала роль Радянського Союзу. Велика радянська енциклопедія резюмувала події наступним чином:

«У серпні 1945 року американські військові повітряні сили скинули атомні бомби на міста Хіросіму (6 серпня) і Нагасакі (9 серпня). Ці вибухи не були викликані військовою необхідністю і служили, в першу чергу, політичним цілям. Вони завдали величезної шкоди мирному населенню. Виконуючи зобов'язання, взяті за згодою зі своїми союзниками і прагнучи до дуже швидкого закінчення Другої Світової війни, Радянський уряд 8 серпня 1945 року заявив, що з 9 серпня 1945 року СРСР буде в стані війни проти Японії і приєднується до Потсдамської декларації урядів США, Великої Британії та Китаю від 26 липня 1945 року, яка вимагала беззастережної капітуляції Японії і віщувала основи подальшої її демілітаризації та демократизації. Наступ радянських військ, розгромивши Квантунську армію і звільнивши Маньчжурію, Північну Корею, Південний Сахалін і Курильські острови, привели до швидкого завершення війни на Далекому Сході. 2 вересня 1945 року Японією був підписаний акт про беззастережну капітуляцію».

Однак, на відміну від інформації в радянській енциклопедії, Японія вже оголосила про свою капітуляцію 18-го серпня - за 3 дні до  радянського вторгнення до Курильських островів, де радянські війська зазнали порівняно невеликого військового опору у зв'язку з раніше проголошеною капітуляцією.
Проте інші стверджують, що змучена війною Японія, ймовірно, все одно б здалася, через розвал економіки, відсутність армії, продуктів харчування та промислових матеріалів, загрозу внутрішньої революції, і розмови про капітуляцію, що велись до того моменту в даному році, в той час як інші знаходили це малоймовірним, стверджуючи, що Японія цілком може, або, ймовірно, буде здійснювати енергійний опір.
Японський історик Садао Асада стверджує, що остаточне рішення здатися було особистим рішенням імператора, під впливом атомних вибухів.

## Громадська думка

### У Сполучених Штатах
Pew Research Center провів опитування в 2015 році, яке показало, що 56% американців підтримували атомні бомбардування Хіросіми та Нагасакі, а 34% виступали проти. Дослідження показало вплив поколінь респондентів, виявивши, що підтримка бомбардувань серед американців віком від 65 років і старше становила 70%, але тільки 47% серед тих, хто був віком від 18 до 29 років. Політичні погляди також впливали на відповіді, згідно з опитуванням; підтримка серед республіканців становила 74%, а серед демократів — 52%.  
Також існують різниці в підтримці та незгоді серед етнічних груп. Згідно з опитуванням CBS News, 49% білих американців підтримували атомні бомбардування, в той час як тільки 24% небілих американців підтримували ці бомбардування.
Схвалення американцями бомбардувань значно знизилося з 1945 року, коли опитування Gallup показало 85% підтримки, а тільки 10% були проти. Через сорок п'ять років, у 1990 році, Gallup провів ще одне опитування, яке показало 53% підтримки і 41% проти. Інше опитування Gallup у 2005 році підтвердило результати дослідження Pew Research Center 2015 року, показавши 57% підтримки і 38% незгоди.  
Хоча дані опитувань Pew Research Center і Gallup показують різке падіння підтримки бомбардувань за останнє півстоліття, політологи Стенфордського університету провели дослідження, яке підтримує їх гіпотезу, що публічна підтримка використання ядерної сили в Америці була б такою ж високою сьогодні, як у 1945 році, якби виникла схожа сучасна ситуація.
У 2017 році вивчення, проведене політологами Скоттом Саганом і Бенжаміном А. Валентіно, показало, що респонденти були запитувані, чи підтримали б вони використання атомної сили в гіпотетичній ситуації, коли внаслідок цього загинули б 100 000 іранських цивільних осіб, порівняно з вторгненням, що призвело б до смерті 20 000 американських солдатів. Результати показали, що 59% американців підтримали б ядерний удар у такій ситуації. Проте опитування Pew 2010 року показало, що 64% американців підтримали заяву Барака Обами про те, що США утримаються від використання ядерної зброї проти країн, які її не мають.

### В інших країнах
У 2015 році в опитуванні 79% японців заявили, що бомбардування не можна було виправдати, і 14% сказали, що можна.  
У 2016 році в опитуванні 41% британців заявили, що бомбардування було неправильним рішенням, в той час як 28% сказали, що це було правильне рішення.
З точки зору США атомні бомбардування обговорюються як дії, які зменшили шкоду для солдатів. Алекс Велерстайн, ядерний історик у Стівенсівському інституті технологій, каже, що хоча країни, на які вторглась Японія, підтримували атомні бомбардування, європейці зазвичай мають холодне ставлення. Європейців вражає той факт, що більшість американців вважає, що атомні бомбардування Хіросіми та Нагасакі були виправданими і морально правильними.
Ставлення також дуже негативне в країнах, що перебувають у дипломатичному конфлікті з США. У 1959 році Че Гевара, коли він відвідав Хіросіму, сказав: “Не хвилює вас, японці, що відбулося з вами в результаті варварських вчинків США?” Верховний лідер Ірану Алі Хаменеї сказав: “Сполучені Штати скинули одну атомну бомбу на місто Хіросіма в серпні 1945 року, миттєво вбивши 100 000 людей. Така гегемоністська армія чітко показує, що США є морально розореними, атеїстичними та безрелігійними.
У Південній Кореї існує загальне переконання, що атомні бомбардування призвели до здобуття незалежності. Однак Корея була японською колонією в той час, і багато корейців приїхали до Японії як іммігранти та робітники під час війни, тому оцінюється, що існувало десятки тисяч корейських хібакуся. Тоді корейські хібакуся критикували як Японію, так і США. Президент Корейської асоціації жертв атомного бомбардування Чон Вон Суль заявив: "Це Сполучені Штати скинули атомну бомбу, а Японія розпочала війну. Минуло сімдесят вісім років, але ні Сполучені Штати, ні Японія не вибачилися і нічого не сказали про це." Різниця в ставленні до атомних бомбардувань була бар'єром для розуміння між південнокорейцями та Корейці в Японії.